# Karácsony Gergely (színművész)
Karácsony Gergely (Győr, 1996. július 24. –) magyar színész.

## Életpályája
Édesapja Karácsony Szilveszter, a Győri Nemzeti Színház ügyelője. Édesanyja Molnár Andrea zenepedagógus. Nagynénje, Karácsony Angéla is ügyelő a győri színházban. A győri Krúdy Gyula Gimnáziumban érettségizett. 2015–2020 között a Kaposvári Egyetem színművész szakán tanult, osztályfőnöke Cserhalmi György volt. Egyetemi gyakorlatát magánszínházakban töltötte. 2020–2023 között a Győri Nemzeti Színházban játszott. 2023-tól a Karinthy Színház tagja.

## Színházi szerepei

### Spirit Színház
- A velencei kalmár (2019)[8]
- Édentől keletre (2020) – Aron Trask[9]

### Győri Nemzeti Színház
- Menyasszonytánc (2020) ...Sanyika
- Mirandolina (2021) ...Fabrizio
- Szerelmes Shakespeare (2021) ...Webster
- Puskás (2021) ...Zakariás József
- Aranykulcsocska (2021) ...Brighella, az engedelmes bábu
- Minden jegy elkelt (2022) ...Putyi
- 152 lépés Auschwitz felé (2022)
- Bohóckaland (2022)
- Oliver (2022) ...Nagy Svindlikirály
- A képzelt beteg (2022) ...Cléante, Angelique szerelmese
- Tom Sawyer kalandjai (2022) ...Tom Sawyer
- Szentivánéji álom (2024) ...Lysander

### Karinthy Színház
- A bűvös szék (2023) ...Géniusz
- Hamlet (2023) ...Hamlet
- Árgyélus királyfi és Tündérszép Ilona (2023) ...Árgyélus
- Bestseller (2023) ...Alex
- Vonó Ignác (2024) ...Csatáry
- Az anya (2024) ..A fiú, Nicolas[10]
- Jókai 200 (2025)

### Egyéb
- Szentivánéji álom (Kőszegi Várszínház, 2022) ...Lysander

## Filmes és televíziós szerepei
- A Tanár (2018) ...Renátó

## Díjai
- Básti Lajos-díj (2024)[11]